# Baecacanthus
Baecacanthus (лат.)— род усачей трибы Acanthocinini из подсемейства ламиин.

## Описание
Коренастые жуки с булавовидными бёдрам. От близких групп отличается следующими признаками: тело цилиндрическое; боковые бугорки переднегруди расположены в задней трети, очень острые и узкие, вершиной обращены к плечам; пронотум без бугорков; надкрылья без бокового киля и без центрально-базального гребня; базальные метатарсомеры длиннее двух следующих вместе.

## Классификация и распространение
В составе рода 2 вида. Встречаются в Южной Америке.
- Baecacanthus telamon Monné, 1975
- Baecacanthus trifasciatus Monné, 1975